# اس‌اس فلریزل
اس‌اس فلریزل (به انگلیسی: SS Florizel) یک کشتی بود که طول آن ۳۰۵٫۵ فوت (۹۳٫۱ متر) بود.